# Hotel Diablo
Hotel Diablo – czwarty album amerykańskiego muzyka Machine Gun Kelly, który został wydany 5 lipca 2019 roku nakładem wytwórni Bad Boy i Interscope. Główny singiel z albumu pt. „Hollywood Whore” został wydany 17 maja 2019, a jego premiera została opóźniona ze względu na śmierć rapera Nipsey Hussle. Kolejnymi singlami promującymi krążek zostały utwory „El Diablo”, „I Think I'm Okay” oraz „Glass House”. 
Dzięki sprzedaży 39 tysięcy egzemplarzy w ciągu tygodnia od premiery Hotel Diablo zadebiutował na 5 miejscu notowania Billboard 200 w Stanach Zjednoczonych.

## Lista utworów
1. "Sex Drive" - 2:03
2. "El Diablo" - 2:26
3. "Hollywood Whore" - 3:23
4. "Glass House" (featuring Naomi Wild) - 3:21
5. "Burning Memories" (featuring Lil Skies) - 3:36
6. "A Message from the Count" - 0:37
7. "Floor 13" - 3:14
8. "Roulette" - 3:02
9. "Truck Norris Interlude" - 0:52
10. "Death in My Pocket" - 2:59
11. "Candy" (featuring Trippie Red) - 2:36
12. "Waste Love" (featuring Madison Love) - 3:16
13. "5:3666" (featuring Phem) - 3:14
14. "I Think I'm Okay" (z Yungblud i Travis Barker) - 2:49

## Notowania
| Lista przebojów (2020)              | Najwyższa pozycja |
| ----------------------------------- | ----------------- |
| Australia (ARIA Charts)             | 26                |
| Austria (Ö3 Austria Top 40)         | 37                |
| Belgia (Ultratop Flandria)          | 83                |
| Czechy (ČNS IFPI)                   | 17                |
| Finlandia (Suomen virallinen lista) | 31                |
| Holandia (MegaCharts)               | 30                |
| Irlandia (IRMA)                     | 54                |
| Kanada (Billboard Canadian Albums)  | 6                 |
| Litwa (AGATA)                       | 9                 |
| Łotwa (LAIPA)                       | 7                 |
| Niemcy (Media Control Charts)       | 75                |
| Norwegia (VG-Lista)                 | 22                |
| Nowa Zelandia (Recorded Music NZ)   | 23                |
| Stany Zjednoczone (Billboard 200)   | 5                 |
| Szwajcaria (Alben Top 100)          | 36                |
| Szwecja (Sverigetopplistan)         | 55                |
| Wielka Brytania (OCC)               | 43                |
| Włochy (FIMI)                       | 96                |